# Чачалака луската
Чачалака луската (Ortalis squamata) — вид куроподібних птахів родини краксових (Cracidae).

## Поширення
Ендемік південного сходу Бразилії від південного Сан-Паулу через Парану і Санта-Катарину до Ріу-Гранді-ду-Сул. Мешкає на краю тропічних вічнозелених лісів.

## Опис
Довжина птаха становить близько 50 см. Один самець важив близько 620 г, а самиця — 498 г. Його оперення переважно коричневе, зверху темніше. Груди також темно-коричневі з блідими краями пір'я, які дають лускатий ефект. Має невелику рожеву пляму на горлі. Гола шкіра навколо очей шиферно-сіра.

## Спосіб життя
Трапляється невеликими сімейними групами. Його раціон, в основному, складається з фруктів і листя. Сезон розмноження триває з жовтня по лютий або березень. Гніздо має вигляд неглибокої миски з гілочок і листя, розташоване в прихованій розвилці дерева на висоті приблизно до 3 м над землею. Розмір кладки — три яйця.